# Aldenhoven
Aldenhoven es un municipio situado en el distrito de Düren, en el estado federado de Renania del Norte-Westfalia (Alemania), con una población a finales de 2016 de unos 13 887 habitantes.
Se encuentra ubicado al suroeste del estado, en la región de Colonia, cerca de la orilla del río Rur —un afluente derecho del río Mosa— y de la frontera con Países Bajos.